# Chenillé-Changé
Chenillé-Changé ist eine Ortschaft und eine Commune déléguée in der französischen Gemeinde Chenillé-Champteussé mit 134 Einwohnern (Stand 1. Januar 2022) im Département Maine-et-Loire in der Region Pays de la Loire. 
Mit Wirkung vom 1. Januar 2016 wurden die Gemeinden Chenillé-Changé und Champteussé-sur-Baconne zu einer Commune nouvelle mit dem Namen Chenillé-Champteussé zusammengelegt. Die Gemeinde Chenillé-Changé gehörte zum Arrondissement Segré und zum Kanton Tiercé.

## Sehenswürdigkeiten
Die Kirche Saint Pierre hat ihren Ursprung im 11. Jahrhundert. Sie ist eine nicht besonders große Saalkirche und hat noch ihren ursprünglichen einschiffigen Grundriss. 1788 wurde der Turm aufgesetzt, und die Fenster wurden eingefügt. Das Gebälk wurde mit Paneelen verkleidet und diese Decke dann als Sternenhimmel bemalt. An der Chorseite des Gebäudes kamen noch die beiden Sakristeien hinzu. 
Der älteste Teil der Wassermühle stammt aus dem 12. Jahrhundert. Nachdem die Mühle um 1900 durch ein Feuer teilweise zerstört worden war, wurde an Stelle der Ruinen ein zinnenbewehrter Rechteckturm errichtet. Das Wasserrad, das den Mühlstein über eine aufwändige Transmissionsmechanik antreibt, hat einen Durchmesser von 7 m. Die Mühle ist heute noch in Betrieb und für Besucher geöffnet. 
Am Rande des Ortes sieht man etwas zurückgesetzt die Fronten des Château des Rues, historischer Besitz der Adelsfamilie Rougé. Das Schloss tauchte im Jahr 1395 erstmals in den Geschichtsbüchern auf. Im 15. Jahrhundert wurde das Bauwerk restauriert und 1768 schließlich umgebaut. Ein Jahrhundert später erhielt der bekannte Architekt René Hodé den Auftrag zu einer weiteren Neugestaltung im damals populären neugotischen Stil. Zugleich wurde das umgebende Gelände von dem bekannten Landschaftsarchitekten Comte de Choulot als Englischer Garten gestaltet.
Siehe auch: Liste der Monuments historiques in Chenillé-Champteussé

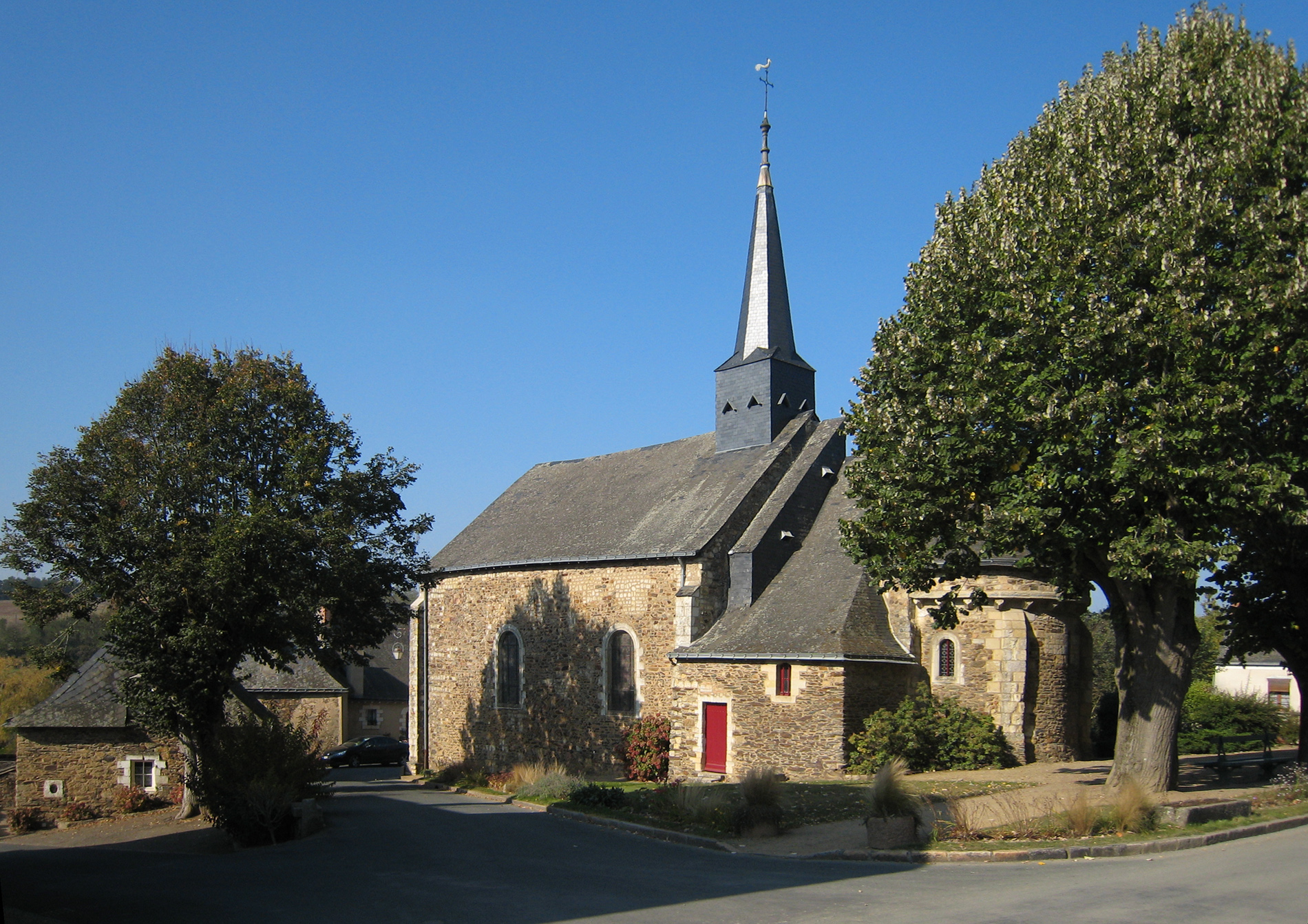
Kirche Saint Pierre
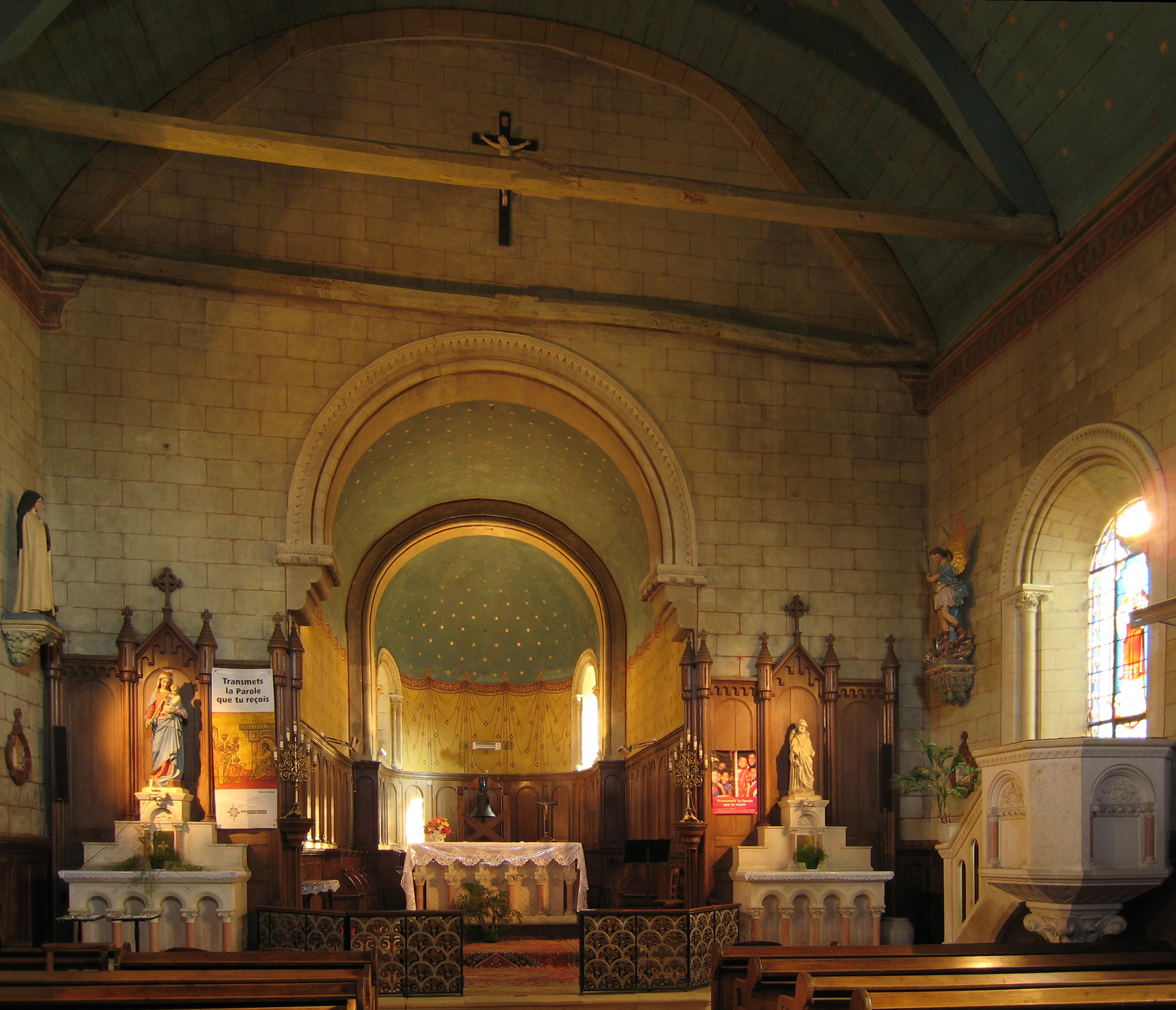
Kirche Saint Pierre, Innenansicht
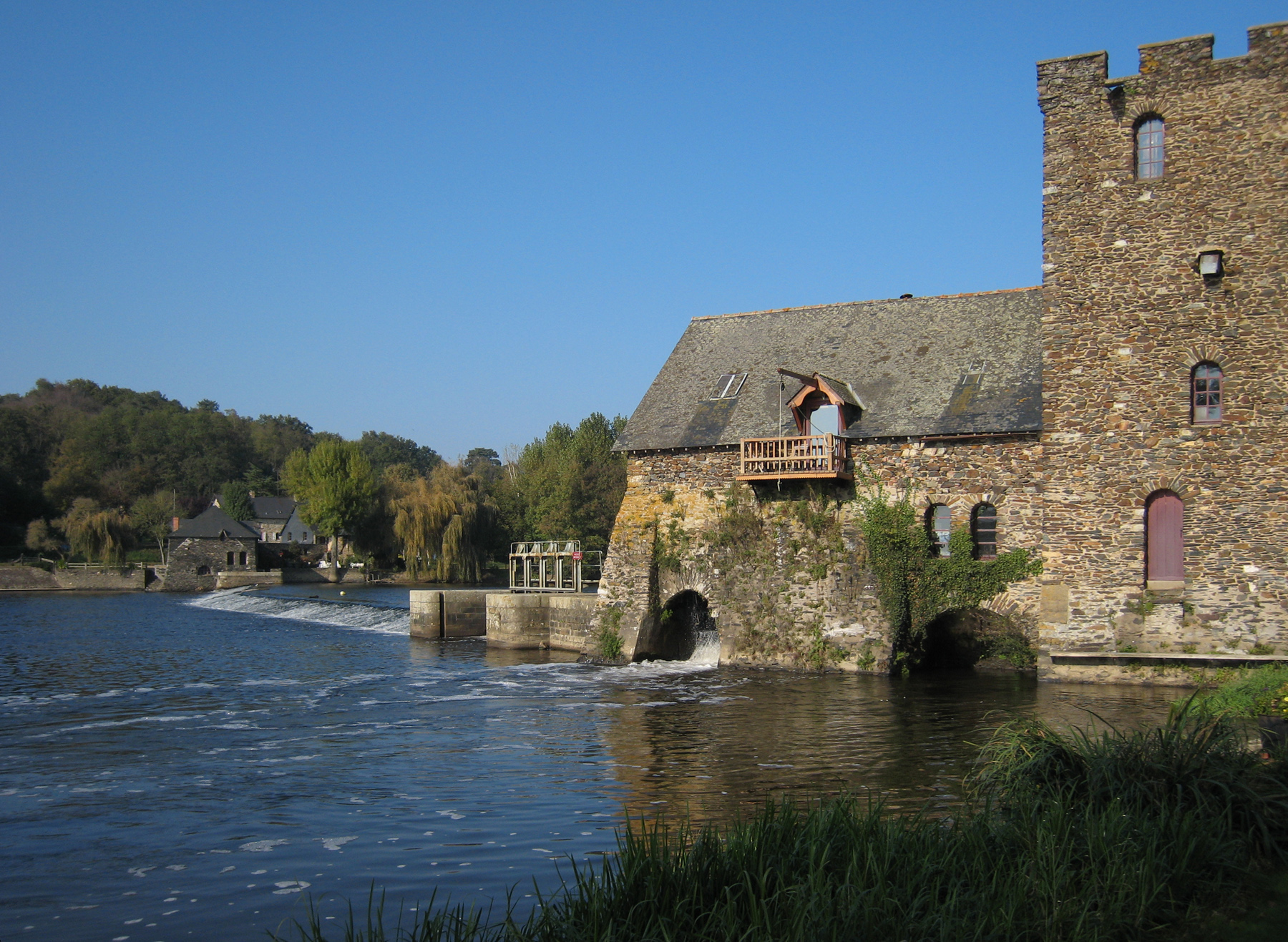
Ehemalige Mühle
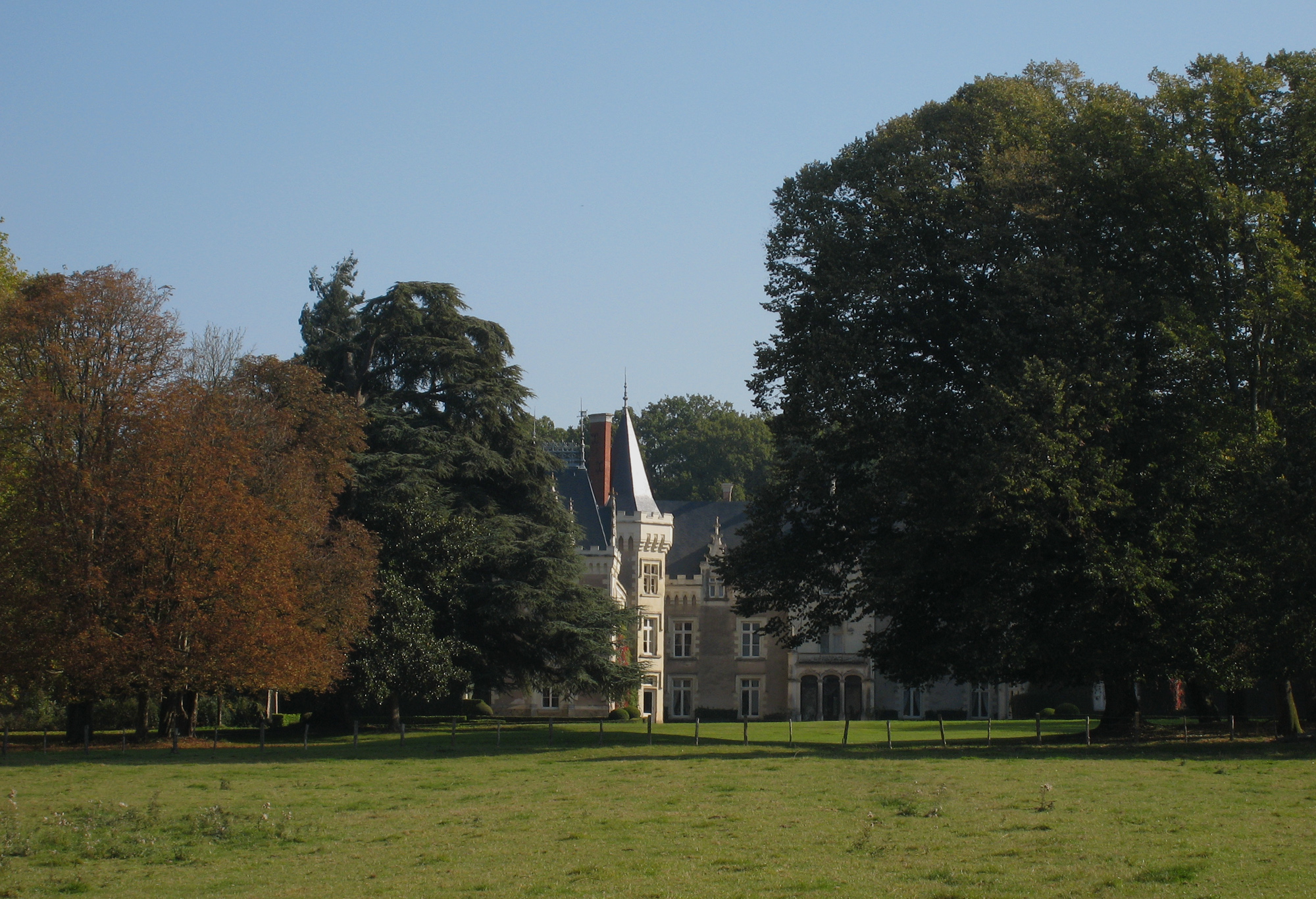
Château des Rues

## Tourismus
Der kleine Ort Chenillé-Changé am Ufer der Mayenne besteht aus alten Gebäuden mit großen schiefergedeckten Dächern und hat einen historisch interessanten Kern. Nahe bei der alten Kirche Saint Pierre findet der Besucher eine alte Mühle sowie das Château des Rues. Ansonsten wird das Ortsbild wie auch der lokale Tourismus von der Nähe zum Fluss bestimmt. Wie in anderen Ortschaften können Urlauber auch hier eines der schmalen Pénichettes mieten und damit die Mayenne flussaufwärts oder flussabwärts zum Zusammenfluss mit Loir und Sarthe befahren.